# The Originators
The Originators is het vijfde studioalbum van de Amerikaanse hiphop-duo The Beatnuts. Het verscheen op 23 juli 2002 op Landspeed Records en haalde de 57e plaats in de Amerikaanse r&b/hiphop-albumlijst.  

## Tracklijst
| #  | Titel                 | Gastrol(len)               | Duur | Samples |
| -- | --------------------- | -------------------------- | ---- | --- |
| 1  | "Intro"               |                            | 1:29 | |
| 2  | "Bring the Funk Back" |                            | 3:06 | |
| 3  | "Yae Yo"              | Ill Bill & Problemz        | 3:46 | - "Rush Rush" van Debbie Harry - "Rocks in my Bed" van Ken Munson - "Stop in the Name of Love" van Margie Joseph |
| 4  | "Drunk Shit"          |                            | 0:11 | |
| 5  | "Buying out the Bar"  | Chris Chandler             | 3:21 | - "Roman Guitar" van Dick Contino                                                                                |
| 6  | "Work that Pole"      | Tony Touch                 | 3:59 | |
| 7  | "Originate"           | Large Professor            | 3:51 | - "Cookie Man" by The Magnificent Men                                                                            |
| 8  | "My Music"            | Amaretta & Problemz        | 3:09 | |
| 9  | "U Crazy"             | Cormega                    | 3:40 | - "The Eiger Sanction" van John Williams                                                                         |
| 10 | "Ya Betta Believe It" |                            | 3:42 | - "Family" van Hubert Laws                                                                                       |
| 11 | "Routine"             |                            | 3:56 | - "Late Start" van Five Plus Four                                                                                |
| 12 | "Bionic"              | Al' Tariq & El Gant        | 3:20 | |
| 13 | "Becks 'n Branson"    | Marley Metal & Triple Seis | 5:17 | |
| 14 | "Back 2 Back"         |                            | 2:56 | |